# Сегар, Элзи Крайслер
Элзи Крайслер Сигар (8 декабря 1894, Честер, Иллинойс — 13 октября 1938, Санта-Моника, Калифорния) — американский художник комиксов, более всего известный как создатель в 1929 году персонажа моряка Попая.

## Биография
Родился в семье разнорабочего, с детства помогал отцу в качестве маляра и обойщика. Впоследствии научился играть на барабанах и работал барабанщиком на водевилях и киномехаником. В возрасте 18 лет принял решение стать художником комиксов и для этого, после того как его ранние работы не были приняты в газеты, заочно закончил соответствующий курс в Кливленде, Огайо.
Переехав в Чикаго, познакомился с Ричардом Аутколтом, который помог ему устроиться в Chicago Herald, где в 1916 году был опубликован его первый комикс о Чарли Чаплине (выходивший до 1917 года). В 1918 году перешёл в газету Chicago Evening American, принадлежащую магнату Рэндальфу Хёрсту, откуда вскоре был переведён в нью-йоркскую  New York Journal, в которой работал много лет. Для этой газеты он начал рисовать комикс Thimble Theatre, где в 1919 году появилась Олив Ойл и некоторые другие персонажи будущих историй о моряке Попае, а в 1929 году — сам Попай. 
Умер в 1938 году от лейкемии и болезни печени.